# 島田芳明
島田 芳明（しまだ よしあき、1957年8月2日 - ）は、兵庫県出身の元プロ野球選手（外野手）。

## 来歴・人物
小学3年から野球を始め、中学3年の時に夏の県大会で優勝する。滝川高では、1年次の1973年に中堅手として夏の甲子園県予選決勝に進出するが、東洋大姫路高に惜敗。2年上のチームメートに捕手の中尾孝義がいた。翌1974年には一塁手に回り、春の選抜に出場。2回戦で倉敷工業高の居郷肇投手に抑えられ敗退。同年夏の甲子園県予選でも準決勝に進出するが、東洋大姫路高に敗れる。同年12月には兵庫県高校選抜チームのフィリピン遠征に参加。3年生の時も甲子園には届かなかった。高校同期に木下智裕がいる。
高校卒業後は、同志社大学に進学。同期のエース中本茂樹を擁し、関西六大学リーグでは1978年秋季リーグ、1979年秋季リーグの優勝に貢献。1978年の明治神宮野球大会では決勝で松沼雅之のいた東洋大学を降し初優勝。リーグ戦通算101試合出場、373打数98安打、打率.263、6本塁打、45打点。
1979年のプロ野球ドラフト会議で中日ドラゴンズから3位指名を受け入団。
同時期に活躍した平野謙以上と言われた俊足で、主に代走要員として起用されるが、打撃は非力で流し打ちが多かった。
1985年6月には一番打者に抜擢され、平野とのコンビでチャンスメーカーとして活躍。同年は47試合に先発出場を果たし。打率.281の好成績を記録。
1988年には尾上旭と共に仲根政裕との2対1の交換トレードで近鉄バファローズに移籍するが、同年限りで現役を引退。
引退後は、神戸市にて靴の卸商社「淡路屋商事」を経営している。

## 詳細情報

### 年度別打撃成績
| 年 度     | 球 団     | 試 合 | 打 席 | 打 数 | 得 点 | 安 打 | 二 塁 打 | 三 塁 打 | 本 塁 打 | 塁 打 | 打 点 | 盗 塁 | 盗 塁 死 | 犠 打 | 犠 飛 | 四 球 | 敬 遠 | 死 球 | 三 振 | 併 殺 打 | 打 率 | 出 塁 率 | 長 打 率 | O P S |
| --------- | --------- | ----- | ----- | ----- | ----- | ----- | -------- | -------- | -------- | ----- | ----- | ----- | -------- | ----- | ----- | ----- | ----- | ----- | ----- | -------- | ----- | -------- | -------- | ----- |
| 1983      | 中日      | 84    | 43    | 35    | 21    | 8     | 1        | 0        | 0        | 9     | 2     | 9     | 5        | 4     | 0     | 4     | 0     | 0     | 5     | 1        | .229  | .308     | .257     | .565  |
| 1985      | 中日      | 96    | 219   | 203   | 30    | 57    | 7        | 3        | 1        | 73    | 11    | 20    | 4        | 2     | 0     | 12    | 0     | 2     | 20    | 2        | .281  | .327     | .360     | .687  |
| 1986      | 中日      | 42    | 37    | 35    | 4     | 8     | 4        | 0        | 0        | 12    | 5     | 2     | 2        | 0     | 1     | 1     | 0     | 0     | 6     | 1        | .229  | .243     | .343     | .586  |
| 通算：3年 | 通算：3年 | 222   | 299   | 273   | 55    | 73    | 12       | 3        | 1        | 94    | 18    | 31    | 11       | 6     | 1     | 17    | 0     | 2     | 31    | 4        | .267  | .314     | .344     | .658  |

### 記録
- 初出場：1983年4月13日、対横浜大洋ホエールズ2回戦（横浜スタジアム）、7回表に大島康徳の代走として出場
- 初打席・初安打：同上、9回表に関根浩史から単打
- 初盗塁：1983年4月27日、対読売ジャイアンツ2回戦（ナゴヤ球場）、9回裏に二盗（投手：角三男、捕手：山倉和博）
- 初打点：1983年6月5日、対ヤクルトスワローズ11回戦（明治神宮野球場）、9回表に松岡弘から適時打
- 初先発出場：1983年6月8日、対広島東洋カープ7回戦（広島市民球場）、2番・中堅手として先発出場
- 初本塁打：1985年6月3日、対阪神タイガース11回戦（ナゴヤ球場）、5回裏に福家雅明から右越2ラン

### 背番号
- 38 （1980年 - 1987年）
- 31 （1988年）